# Vlădești, Vâlcea
Vlădești là một xã thuộc hạt Vâlcea, România. Dân số thời điểm năm 2002 là 2454 người.